# Dadafon
Dadafon és un grup de música noruec.
Abans eren coneguts com a Coloured Moods. La banda la va formar el 1995 el bateria Martin Smidt i incloïa la vocalista Kristin Asbjønsen, Carl Haakon Waadeland, Jostein Ansnes i Bjørn Ole Solberg. El grup incorpora elements de la música africana.
La banda sonora de la pel·lícula Factotum (1995), inclou alguns temes seus, com slow day i altres de la vocalista Kristin Asbjønsen.

## Discografia
- Coloured Moods (1998)
- And I Can't Stand Still (2001)
- Visitor (2002)
- Harbour (2004)
- Lost Love Chords (2005)